# Catocala margherita
Catocala margherita är en fjärilsart som beskrevs av William Beutenmüller 1918. Catocala margherita ingår i släktet Catocala och familjen nattflyn. Inga underarter finns listade i Catalogue of Life.